# Desembarco almorávide en Algeciras
El desembarco almorávide en Algeciras, acaecido el 30 de julio de 1086, fue la consecuencia de la cesión de la medina de Al-Yazira Al-Jadra a las tropas norteafricanas de Yusuf ibn Tašufin tras haber sido este reclamado por los reyes taifas de Sevilla, Granada, Málaga, Almería y Badajoz ante la amenaza de los ejércitos de Alfonso VI de León. La llegada del fuerte contingente africano, tras un corto asedio a la medina algecireña, supuso un momentáneo fortalecimiento de las posesiones fronterizas de los reinos andalusíes tras su victoria en la batalla de Zalaca pero a la postre significaría la total conquista de estos reinos por parte de la dinastía almorávide.

## Antecedentes
Desde mediados del siglo XI el debilitamiento de los reinos taifas a causa de sus luchas internas hizo que las tropas de Castilla al mando del rey Alfonso VI se hicieran cada vez más fuertes en las fronteras. Los enfrentamientos entre los reinos taifas y el reino de Castilla y León terminaba en la mayoría de los casos con victoria cristiana y con la firma de reconocimientos del pago de tributos por parte de los reyes musulmanes.
En este estado de gran tensión entre Castilla y los reinos andalusíes en 1082 llegaron emisarios castellanoleoneses a la taifa de Sevilla para cobrar las parias correspondientes. Esta misión iba encabezada por un judío llamado Ibn Salib. Los musulmanes de Al-Mutamid, rey de Sevilla, se sintieron ofendidos por la llegada de este hombre y lo mandaron matar. La respuesta del rey Alfonso VI fue reunir un enorme ejército y presentarse ante las puertas de Sevilla poniendo asedio a esa ciudad durante tres días mientras asolaba la región del Aljarafe. Las tropas castellanas en una muestra de poder militar pasaron a la ciudad de Medina Sidonia para finalmente plantarse en la misma ciudad de Tarifa. En esta frontera sur de Al-Ándalus Alfonso VI se acercó a las aguas del estrecho de Gibraltar diciendo "este es el final del país de al-Andalus, y yo lo he pisado".
Este incidente que puso de manifiesto la debilidad del reino sevillano y del mundo andalusí en general se agravó con el asedio castellano de la ciudad de Toledo. Tras un corto sitio el día 25 de mayo de 1085 el rey de la taifa de Toledo al-Qadir tuvo que rendir la población mientras esperaba refuerzos provenientes de otros reinos musulmanes. Se fortalecía de este modo la posición del rey castellano leonés frente a los reyes andalusíes pero también frente al rey de Aragón al conseguir Castilla una posición favorable para la conquista de Murcia y una salida al mar Mediterráneo.
Siendo Toledo la primera ciudad de entidad que pasaba a manos castellanas desde el desmembramiento del califato de Córdoba comprendieron los reyes de taifas andalusíes que el poder cristiano demostrado tras estas empresas únicamente podría ser contrarrestado con la ayuda de tropas provenientes de la dinastía que desde hacía pocos años se había asentado en el norte de África, los Almorávides.
La dinastía almorávide con una interpretación muy rigurosa de la fe Islam y la Sunna había conseguido hacerse con todo el norte de África en muy poco tiempo apoyándose en el fundamentalismo de sus seguidores desde sus posesiones originales en el río Níger. Desde el año 1058 el poder de la dinastía almorávide estaba en manos de Yusuf ibn Tašufin que lo había recibido de su primo Abu Bakr. Bajo su mando se fundó la ciudad de Marrakesh en el año 1062 estableciendo en ella su capital y avanzando su poder hasta el norte. Con la conquista de Túnez en el año 1084 los muravitas se consolidaron en todo el Magreb a las puerta mismas de Al-Ándalus.

## El desembarco almorávide
A principios de 1086 los reyes de las taifas de Sevilla, Granada, Málaga, Almería y Badajoz decidieron finalmente enviar emisarios al califa Yusuf ibn Tašufin solicitando ayuda de las tropas almorávides para detener el avance de Castilla. El designado para redactar la carta que habría que llevar a Marrakesh fue el rey de la taifa de Badajoz Abu Muhammad Omar al-Muttawakil ben al-Mudaffar, que ya había enviado una misiva al Yusuf ibn Tašufin antes de la toma de la ciudad de Toledo pero no había recibido respuesta. En la misiva, entregada en persona por los cadíes de Badajoz, Granada y Córdoba junto al visir de Sevilla de nombre Abenzaidún, ofrecía a los norteafricanos como base de operaciones para las tropas murabitas la ciudad de Al-Yazira Al-Jadra, capital de la taifa de su nombre que había conquistado el propio Al Mutamid en el año 1055. Debía esta ciudad ser entregada a los norteafricanos previa evacuación de todos sus ciudadanos.

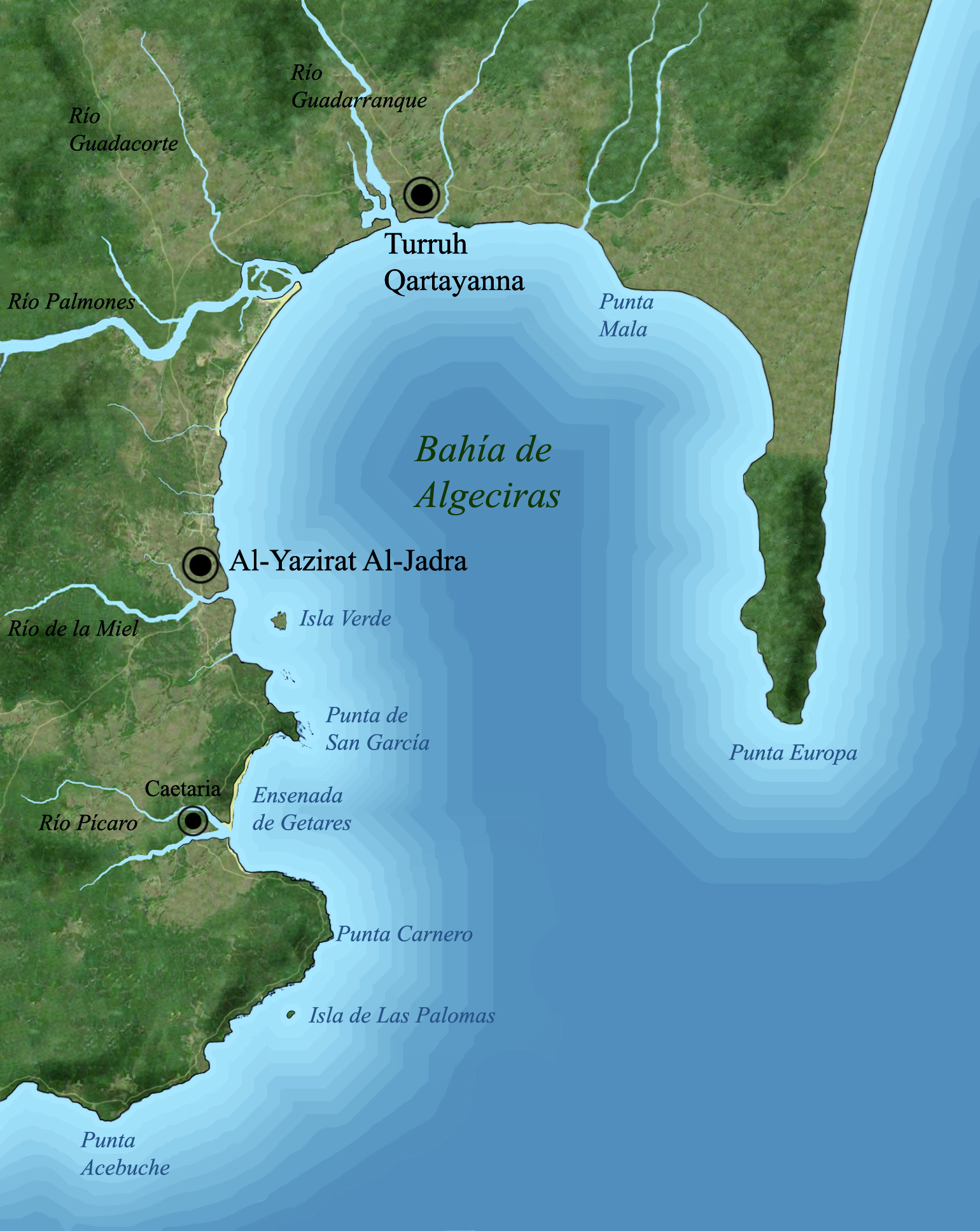
Situación de Al Yazirat Al-Jadra en la bahía de Algeciras a mediados del.

La ciudad de Al-Yazira Al-Jadra había ejercido de cabeza de puente para la conquista de Al-Ándalus desde la primera entrada de las tropas de Tarik en 711, y seguiría haciéndolo con posterioridad a la entrada almorávide con la toma y posterior invasión almohade y benimerín. Estaba formada esta ciudad por una única villa en la margen izquierda del río de la Miel cuyo amplio estuario hacía de puerto y frente a la Isla Verde que daba nombre a la ciudad y ofrecía resguardo frente a los temporales. La situación de esta ciudad en la bahía de Algeciras, con un puerto con buen resguardo y bien abastecido de agua, madera y alimentos pero, sobre todo, su cercanía a la costa norte de África hacían de ella el lugar apropiado para que los norteafricanos pudieran establecerse.
A pesar de que Yusuf ben Tasufin aceptó el acuerdo con los reyes taifas a mediados de 1086 todavía no se había evacuado Al-Yazirat. Viendo el norteafricano que la ciudad no era abandonada por las autoridades sevillanas y desconfiando de ellas el 30 de julio mandó un pequeño ejército al mando del general Dawud ben Aisa desembarcar durante la noche en las atarazanas de la ciudad y el grueso de sus tropas hacer tierra en las cercanías de la localidad y dirigirse a las murallas de ésta. Al amanecer de ese día la ciudad de Al-Yazirat Al-Jadrá se encontraba completamente cercada por un ejército de 70 000 hombres y su bahía ocupada por la poderosa flota del califa de Marraquesh.

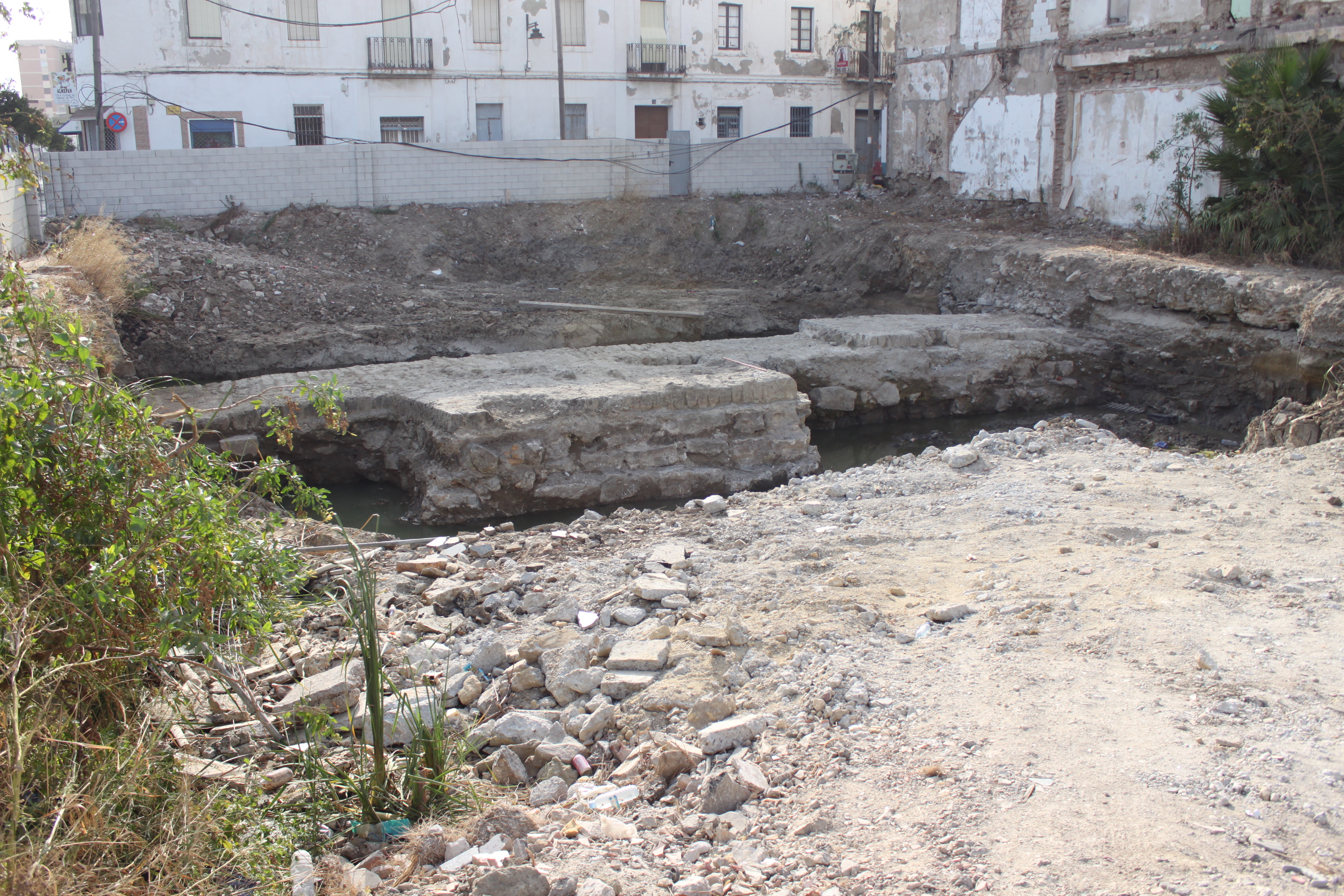
Restos de las atarazanas califales de Algeciras donde se produjo el desembarco de Dawud ben Aisa.

El general Dawud ben Aisa, que se encontraba en el interior de la ciudad tras su entrada nocturna a las atarazanas, pidió entrevistarse con el cadí de Al-Yazirat para solicitar la entrega de la medina a sus tropas. Tras la entrevista el cadí, uno de los hijos de Al-Mutamid llamado al-Radí, se comunicó con su padre mediante el uso de palomas mensajeras pidiendo consejo ante el asedio al que estaba siendo sometido por parte de los almorávides. Al-Mutamid respondió desde Sevilla confirmando la entrega de la localidad al ejército norteafricano. La ciudad fue desalojada bajo el control de al-Radi para posteriormente ser entregada a Dawud ben Aisa en representación de Yusuf ibn Tašufin. Pocos días después de la toma de Al-Yazirat el propio califa cruzaría el estrecho de Gibraltar para asentarse en la medina con el objetivo de dirigir personalmente las operaciones militares que desde ella iban a emprenderse.
Desde su llegada la posición de los almorávides en la ciudad es reforzada mediante la construcción de una fuerte muralla que venía a reforzar la que previamente se había construido en tiempos de Abd al-Rahman II para evitar los asaltos vikingos como el que había tenido lugar en el año 859. Esta muralla se vería completada con una barbacana que rodearía toda la ciudad y un profundo foso en los flancos occidental y sur. Se reedificaría también el alcázar califal preparándolo para albergar las nuevas tropas, y las atarazanas califales para la flota. La ciudad por las peculiares características de su ocupación tuvo durante la ocupación almorávide un estatus jurídico similar al del resto de las poblaciones del Magreb, por ejemplo en la asignación de cadíes y jueces, y diferente al del resto de ciudades andalusíes que posteriormente fueron conquistadas.

## Consecuencias

Situación de los reinos taifas peninsulares al comienzo de la invasión almorávide.

En Algeciras las tropas almorávides se reunieron con las correspondientes a los reinos de Sevilla, Granada y Málaga y marcharon hacia Badajoz donde se unieron a los soldados de este reino. El rey Alfonso VI se encontraba en el sitio de Zaragoza cuando recibió la noticia del desembarco almorávide y la unificación de los ejércitos andalusíes. Nombró general de sus ejércitos a Álvar Fáñez, entonces en Valencia apoyando a Al-Quantir, y mandó partir al encuentro de los invasores.
El 23 de octubre de 1086 el ejército del rey Alfonso VI de León se enfrentó a las tropas almorávides y andalusíes en la batalla de Zalaca resultando los cristianos derrotados y debiendo retirarse a sus dominios en el norte. En las semanas siguientes el califa de Marrakesh debió volver precipitadamente a la capital de su imperio al conocer la muerte de uno de sus hijos. Dejó a cargo de su ejército, en un número de 3000 soldados, a un general de su confianza de nombre Sir ibn Abu Bakr. A pesar de la derrota de Zalacas los castellanoleoneses continuaron atacando posesiones andalusíes principalmente en el levante peninsular, Valencia, Lorca, Murcia y Almería, desde la plaza fuerte del castillo de Aledo. Las derrotas sufridas por los musulmanes en los meses que siguieron a la batalla de Zalaca hicieron que el emir de Sevilla mandara emisarios al norte de África acusando a Abu Bekr de no saber liderar un ejército y exigiendo a Yusuf su regreso a Al-Ándalus. Este regresó de nuevo por Algeciras en el año 1088 con el grueso de su ejército. Junto a sus aliados andalusíes puso sitio al castillo de Aledo pero se retiró del asedio al conocer la llegada de las tropas comandadas por el rey Alfonso VI.
Habría de volver a Algeciras Yusuf ibn Tašufin varias veces más. En su visita del año 1090 dio por fin orden de invadir los reinos musulmanes de Al-Ándalus tomando Sir ibn Abu Bakr la medina de Tarifa antes de acabar el año y marchando en 1091 sobre Sevilla. En los años siguientes todos los reinos taifas peninsulares caerían en manos almorávides.